# فیلم سکسنتفاعی

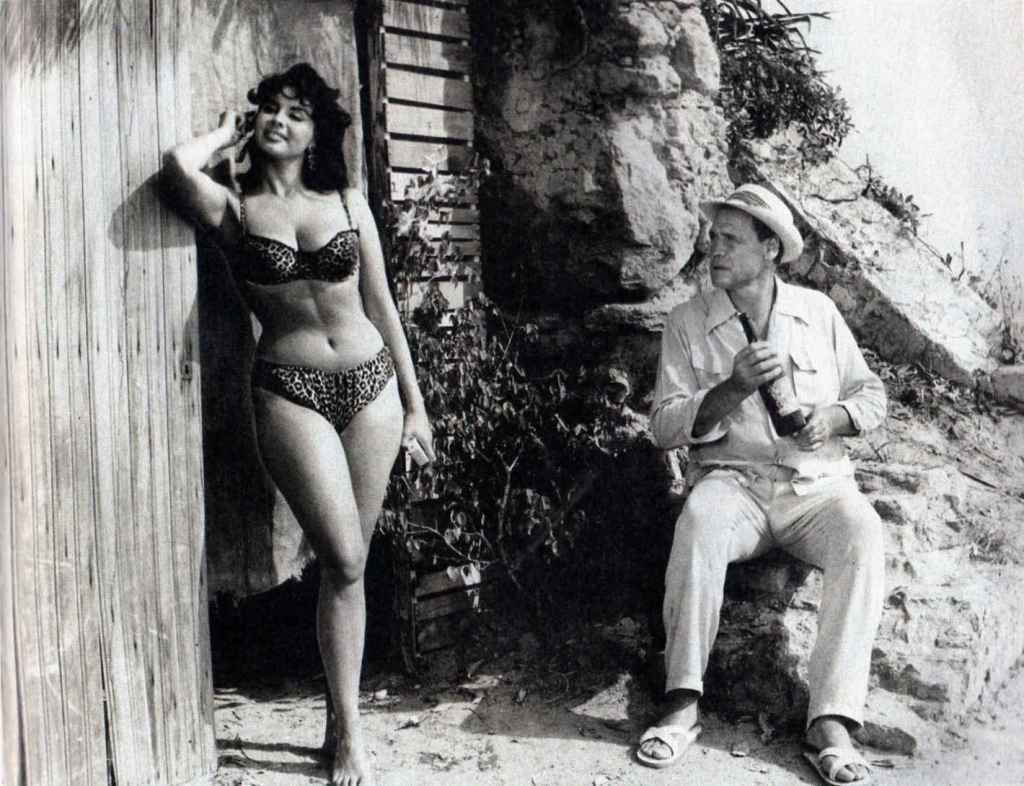
کارگردان آرژانتینی آرماندو بو و ایسابل سارلی در صحنه‌ای از فیلم لئونا (۱۹۶۴). این زوج تعداد زیادی فیلم سکسنتفاعی ساختند و سارلی را یکی از بزرگ‌ترین ستارگان این سبک می‌دانند.

فیلم سکسنتفاعی یا فیلم سکس‌استثماری یا فیلم سکس‌بهره‌بردار (انگلیسی: Sexploitation film) به سبکی از فیلم‌های بلند مستقل و کم‌هزینه گفته می‌شود که بیشتر در دههٔ ۱۹۶۰ میلادی و اوایل دههٔ ۱۹۷۰ رایج بود و در آنها، برهنگی فراوان و صحنه‌های سکسی غیر عیان وجود داشت. این سبک از فیلم‌ها، زیرمجموعه‌ای از سبک فیلم‌های بهره‌کشی است. واژه انگلیسی «sexploitation» از دههٔ ۱۹۴۰ مورد استفاده بود. این فیلم‌ها بیشتر در سینماهایی خاص موسوم به «گرایندهاوس» نمایش داده می‌شد که پیش‌درآمد سینماهای اکران‌کنندهٔ پورنوگرافی هاردکور در دهه‌های ۱۹۷۰ و ۱۹۸۰ میلادی بودند. اصطلاح پورنوگرافی سافت‌کور بیشتر برای توصیف فیلم‌های فیلم سکسنتفاعی غیر عیان پس از قانونی‌سازی عمومی محتوای هاردکور استفاده می‌شود. فیلم‌های برهنه‌گرایانه را، از سبک‌های فرعی فیلم‌های استثمار جنسی نیز به حساب می‌آورند. همچنین فیلم‌های «برهنه» و «برهنه‌های تودل‌برو» سبک‌های مرتبطی هستند.

## در ایالات متحده آمریکا
به‌دنبال چند اصلاحیه و فرمان قضایی توسط دیوان عالی ایالات متحده آمریکا در دهه‌های ۱۹۵۰ و ۱۹۶۰ میلادی، انتشار فیلم‌های حاوی سکس آشکار و عیان رو به افزایش گذاشت. در سال ۱۹۵۷، پس از دعوای حقوقی «راس در مقابل ایالات متحده»، دیوان عالی ایالات متحده آمریکا مقرر ساخت که «سکس» و «هرزگی» مترادف نیستند و این سبک از فیلم، حوالی سال ۱۹۶۰ میلادی پدیدار شد.
در آغاز سه نوع از این فیلم‌ها وجود داشت:
1. برهنگی‌های تودل‌برو (Nudie-cuties) همچون آقای تیز هرزه (۱۹۵۹). این فیلم‌ها در اوایل دههٔ ۱۹۶۰ میلادی محبوبیت داشتند و در واقع نوع تکوین‌یافته‌ای از فیلم‌های ساخته شده در تفرج‌گاه‌های برهنه‌گرایان محسوب می‌شد.[۸] دیوان عالی ایالات متحده آمریکا پیش‌تر، حکم داده بود که فیلم‌های ساخته شده در تفرج‌گاه‌های برهنه‌گرایان از قانون منع عمومی فیلم‌های حاوی برهنگی، مستثنا هستند؛ چرا که مصارف آموزشی دارند.[۸] در اوایل دههٔ ۱۹۶۰ میلادی، آن دسته از فیلم‌هایی که حالت مستند و آموزشی داشتند، به تهیه‌کنندگان فیلم این امکان را داد که سانسور را دور بزنند.[۹]
2. فیلم‌هایی که در تفریح‌گاه‌های برهنه‌گراها ساخته می‌شد، مثل دختران خورشید (۱۹۶۲)
3. فیلم‌های هنری خارجی مثل دختران شامگاه[۴] (۱۹۶۱)

فیلم‌های سبک برهنگی‌های تودل‌برو، اندک‌اندک جای خود را به «خشن‌ها» (roughies) داد؛ فیلم‌هایی که حاوی انواعِ خشونت مردانه علیه زنان بود؛ از جمله آدم‌ربایی، تجاوز جنسی و قتل. لورنا (۱۹۶۴) اثر راس مایر نخستین نمونهٔ اینگونه فیلم‌ها محسوب می‌شود. فیلم تفاله زمین! (۱۹۶۳) به کارگردانی هرشل گوردون لویس و دیوید اف. فریدمن نیز نمونه دیگری از این سبکِ خشن است. یکی دیگر از کارگردانان مشهور این سبک، دوریس ویشمن است.
فیلم‌های سکسنتفاعی در آغاز، تنها در سینماهای «گرایندهاوس» و سینماهای خصوصی مستقل نمایش داده می‌شد، اما تدریجاً در پایان دههٔ ۶۰ میلادی، در سینماهای زنجیره‌ای رسمی هم اکران شدند. با جا افتادن تدریجی این فیلم‌ها، صحنه‌هایی از نزدیکی جنسی ساختگی (غیرواقعی) هم در آنها به نمایش گذاشته شد. این سبک از فیلم، با مخالفت گروه‌های مذهبی و همچنین انجمن سینمایی آمریکا مواجه شد که دغدغه‌اش، کاسته‌شدن از سود توزیع‌کنندگان بزرگ فیلم بود. رسانه‌های جمعی آمریکایی برای کسانی که برای دیدن اینگونه فیلم‌ها به سینما می‌رفتند، از واژه‌هایی نظیر «کج‌رفتارها»، «پیرمردان کثیف» و «بارانی‌پوش‌ها» استفاده می‌کرد.
در میانهٔ دههٔ ۱۹۶۰ میلادی، برخی روزنامه‌ها، تبلیغ برای اینگونه فیلم‌ها را متوقف و ممنوع کردند. تا اواخر دههٔ ۱۹۶۰، فیلم‌های سکسنتفاعی مخاطبان بیشتری را به‌خود جذب کرد و این بار، این افراد بیشتر زوج‌های جوان بودند تا مردان مجردی که در آغاز، اکثریتِ طرفدارانِ اینگونه فیلم‌ها را تشکیل می‌دادند. این سبک از فیلم در دههٔ ۱۹۷۰ میلادی، به سرعت رو به افول گذاشت که علت آن، ممنوعیت تبلیغات برای آنها، بسته شدن سینماهای اکران‌کننده («گرایندهاوس‌ها» و سینما ماشین‌ها) و رشد و شکوفایی پورنوگرافی هاردکور در عصر طلایی پورن است. بسیاری از سالن‌هایی که فیلم‌های این چنینی را نمایش می‌دادند، یا به اکران فیلم‌های پورنوگرافی هاردکور روی آوردند یا به‌کلی تعطیل شدند.

### روپوش‌سفیدها
در اواخر دههٔ ۱۹۶۰، قوانین مرتبط با «هرزگی/وقاحت» در ایالات متحده آمریکا با اکران فیلم سوئدی من کنجکاوم بار دیگر مورد چالش و آزمون واقع شد. پس از حکم دیوان عالی مبنی بر آنکه این فیلم به سبب محتوای آموزشی‌اش، مصداق هرزگی نیست، چندین فیلم دیگر در این سبک و با همان سیاق ساخته شد. به این گونه فیلم‌ها، «روپوش‌سفیدها» می‌گفتند، چرا که در صحنهٔ آغازینِ فیلم، یک پزشک با روپوش سفید توضیحاتی دربارهٔ صحنه‌های سکسی فیلم ارائه می‌کرد و بدین ترتیب این نوع فیلم‌ها، در ردهٔ فیلم‌های آموزشی قرار می‌گرفت. این قانون منجر به افزایش قابل توجهی در ساخت فیلم‌های سکسی شد. فیلم زبان عشق و سایر فیلم‌های سوئدی و آمریکایی تا مدتی با استفاده از این ترفند ساخته شدند تا آنکه قوانین موجود در این زمینه، سهل‌گیرانه‌تر شد.

## در آرژانتین

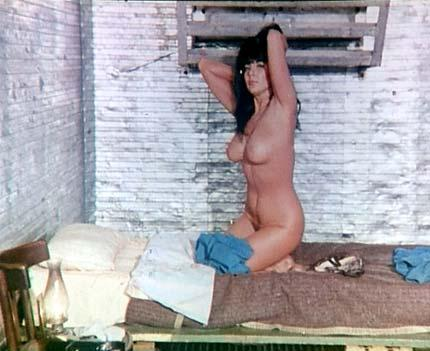
ایسابل سارلی در فیلم گوشت (۱۹۶۸)

در دهه ۱۹۶۰ فیلم‌های سکسنتفاعی به‌طور منظم در آرژانتین ساخته می‌شد. بزرگ‌ترین ستاره‌های ملی در آن سبک سینمایی، ایسابل سارلی و لیبرتاد لبلانک بودند. این ژانر در طول دهه ۱۹۸۰ به سرعت کاهش یافت؛ به‌ویژه با ظهور دموکراسی در آرژانتین از سال ۱۹۸۳ به بعد و سرانجام در دهه ۱۹۹۰، به‌جز ساختِ تعدادی فیلم‌های ویدئویی کم‌هزینه، به‌طور کامل ناپدید شد.
اگرچه این فیلم‌ها در آرژانتین ساخته می‌شدند، اما سانسور دولتی در آن زمان (آرژانتین در بیشتر دهه‌های ۶۰ و ۷۰ میلادی میان دموکراسی و دیکتاتوری در تغییر و تلاطم بود) فیلم‌ها را در معرضِ - یا حتی همیشه تحتِ - سانسور شدیدِ پیش از اکران قرار می‌داد و در صورتی که استودیوهای فیلم‌سازی یا کارگردان فیلم از تغییرات پیشنهادی امتناع می‌کردند، فیلم برای همیشه توقیف می‌شد. آرماندو بو که چندین فیلم شهوانی و سکسنتفاعی با شریک عشقی خود ایسابل سارلی ساخت، یکی از شناخته شده‌ترین مواردی در آرژانتین است که با سانسورچی‌هایی که می‌خواستند او را به خاطر ساختن «محتویات ناپسند» به زندان بیاندازند، در جنگ و جدل بود. فیلم‌های او در نهایت عمدتاً به صورت کوتاه‌شده و با حذف صحنه‌های فراوان و سانسور زیاد اکران می‌شدند.
یکی از معروف‌ترین مأموران سانسور دولتی در آن دوره، میگل پائولینو تاتو بود که در دوران دولت‌های قانونی و دولت‌های غیررسمی به عنوان مدیر «نهاد دولتی رتبه‌بندی فیلم» آرژانتین کار می‌کرد. میگل پائولینو تاتو در این مقام، ده‌ها فیلم شهوانی یا سکسنتفاعی (از آرژانتین و از دیگر کشورهای جهان) را در دهه‌های ۱۹۶۰ و ۱۹۷۰ سانسور، ممنوع‌التصویر یا به شدت جرح و تعدیل کرد. او همچنین صدها فیلم داخلی/بین‌المللی از هر نوع و ژانری را در همان دوران توقیف یا سانسور کرد و همواره بهانه‌اش مبارزه‌ای صحیح و اخلاقی با فیلم‌های «مارکسیستی»، «ضد کاتولیک» یا «برانداز» بود که از نظر او، تلاشی برای «ملوث کردنِ» ارزش‌ها و هویت ملی کشور محسوب می‌شد. تاتو اگرچه بیشتر، نقشی بوروکراتیک داشت، اما بسیار مشتاق مصاحبه با رسانه‌ها بود که در آن دیدگاه‌های اقتدارگرایانه راست افراطی خود را شرح دهد و حتی در موارد متعددی به «نازی» بودن خود مباهات کرد. او همچنین یک نژادپرست مغرور بود و معروف است که هنگامِ نمایش فیلم شفت در آفریقا (۱۹۷۳) در آرژانتین، در تلویزیون گفت: «کاکاسیاه‌ها، برگردید آفریقا!»

### رقابت میان ایسابل سارلی و لیبرتاد لبلانک

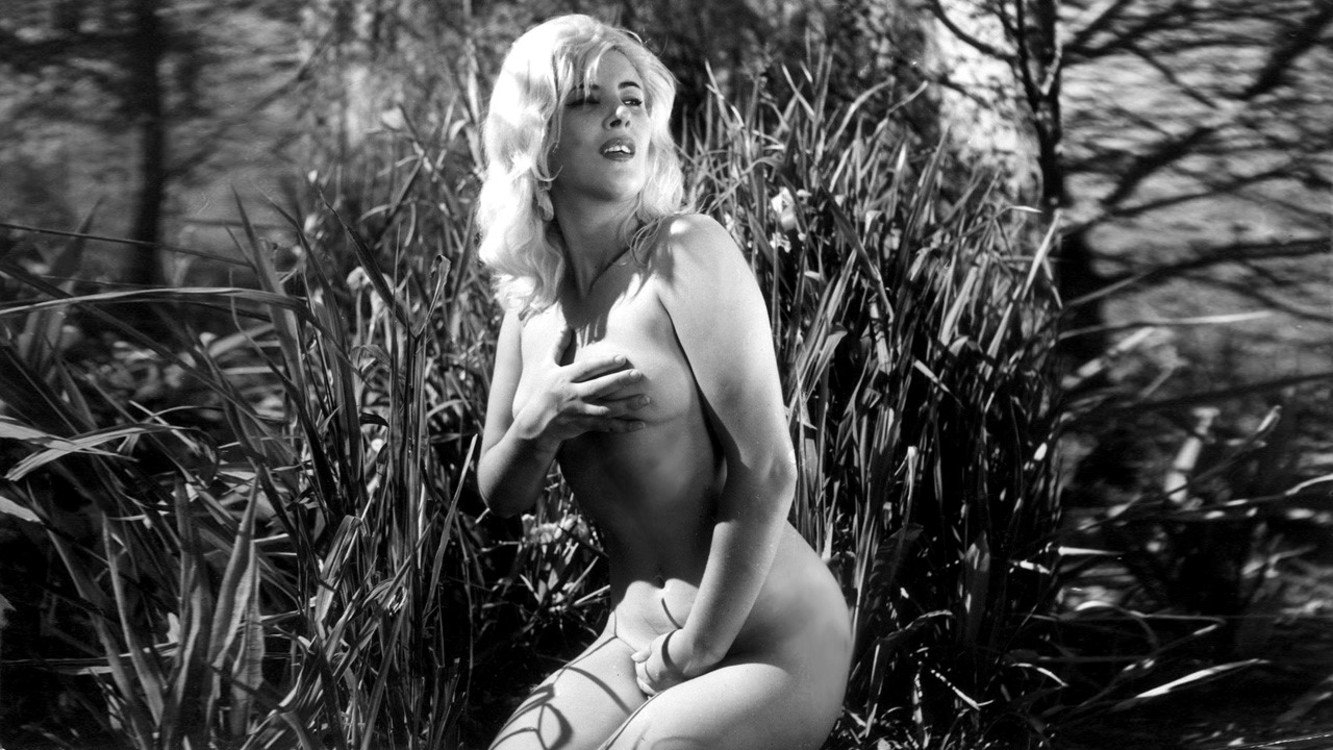
بازیگر آرژانتینی‌ لیبرتاد لبلانک در صحنه‌ای از فیلم گل ایروپه (۱۹۶۲)

در دهه ۱۹۶۰، رقابت میان لیبرتاد لبلانک با ایزابل سارلی - که بزرگ‌ترین نماد سکس در سینمای آرژانتین محسوب می‌شد و احتمالاً هنوز هم هست - بسیار مشهود بود. آنها دو چهره بزرگ سینمای اروتیک در کشور خود بودند که برای قرارگیری در سرخط خبرها و همچنین موفقیت تجاری فیلم‌ها در گیشه رقابت می‌کردند و در آن دوران، تضاد بین این دو، از نظر ظاهری و شخصیتی (چه روی پرده و چه در در زندگی شخصی و اجتماعی) کاملاً مشهود بود: ایسابل سارلی یک زنِ سبزه با بدنی توپُر و خیره کننده بود که اِبایی از نمایاندن قوس و انحناهای طبیعی بدنش نداشت و اندام و ویژگی‌های زنانه‌اش، مصنوعی نبودند. از طرفی، لیبرتاد لبلانک نسبتاً لاغر بود و طبق گزارش‌ها ایمپلنت پستان داشت، موهایش را بلوندِ استخوانی رنگ می‌کرد و با اجتناب از قرار گرفتن در معرض نور خورشید، رنگِ سفیدِ متمایزِ پوستش را حفظ می‌کرد. سارلی شخصیتی خجالتی و تا حدودی معصوم داشت و همیشه تصویری «خودمانی و راحت» از خود نشان می‌داد. فیلم‌های او معمولاً ملودرام و کمدی‌هایی با برهنگی فراوان بود. در مقابل، لبلانک بی‌پروا و زیرک بود و تصوری عمومی از یک زن شهرآشوب یا اغواگر را از خود بروز می‌داد. رسانه‌ها به  او لقب «الهه سپید» (La diosa blanca) داده بودند و بیشتر در فیلم‌های جنایی و مُهیج بازی می‌کرد.
ایسابل سارلی که او را با نام مستعار «لا سارلی» هم می‌شناختند، به‌عنوان یک بازیگر سینما، کاملاً دست‌پروردهٔ آرماندو بو بود، زیرا این کارگردان آرژانتینی نه تنها عاشقِ دیرینهٔ او بود (سارلی و بو هرگز به‌طور قانونی ازدواج نکردند، اما تا زمان مرگِ آرماندو، شریک زندگی یکدیگر بودند و با هم زندگی کردند) بلکه مدیر برنامه‌های او، تهیه‌کننده و کارگردان فیلم‌هایی بود که سارلی بازی می‌کرد و حتی صاحب‌اختیارِ او. از سوی دیگر، «لا لبلانک»، (نام مستعار لیبرتاد لبلانک)، پیشینه متفاوتی داشت و از همان دوران جوانی با تلاش خودش، راهش را پیدا کرده و پله‌های تلقی را طی کرده بود و به معنی واقعی کلمه در آن دوران، زنی خودساخته بود. او با تهیه‌کنندگان، کارگردانان و توزیع کنندگان فیلم اختلاف و جدل داشت، مدیر برنامه‌های خودش بود و تقریباً همیشه یکی از تهیه‌کنندگان فیلم‌های خود بود - در دورانی که هیچ هنرپیشهٔ زنی این کار را نمی‌کرد - و همچنین تقریباً همیشه مسئول توزیع و تبلیغ فیلم‌هایش بود. در همین باره، یک تهیه‌کننده مکزیکی که لبلانک با او هشت فیلم ساخته بود، یک بار به رسانه‌ها گفت: «لیبرتاد لبلانک، وقتی دربارهٔ کار و سرمایه‌گذاری صحبت می‌کند، سبیل دارد».
در واقع، این خودِ لیبرتاد لبلانک بود که آتشِ رقابت بین خود و ایسابل سارلی را در رسانه‌ها و میان مردم برافروخت. لبلانک برای تبلیغِ نخستین فیلمِ خود، گل ایروپه (۱۹۶۲)، پوستر تبلیغاتی سیاه‌وسفیدی با بدن برهنه سفارش داد که رویش نوشته شده باشد: «لیبرتاد لبلانک، رقیب ایزابل سارلی». اگرچه ایزابل سارلی در آن زمان چیزی نگفت، اما آرماندو بو در یک واکنشِ هیجانی و خشمگینانه، لبلانک را متهم کرد که از شهرتِ بین‌المللیِ سارلی به شکلی حیله‌گرانه استفاده می‌کند. مدتی بعد، در مصاحبه‌ای در سال ۲۰۰۴، لبلانک در مورد کلِ ماجرا صادقانه اعتراف کرد: «... و [بو] درست می‌گفت. ولی هِـی! ما یک شاهی هم [برای تبلیغات] خرج نکردیم و همه چیز هم به خوبی انجام شد.» در همان مصاحبه، وقتی از او پرسیدند که آیا واقعاً معتقد است که رقابتی واقعی بین سارلی و او وجود دارد یا خیر، لبلانک پاسخ داد: «به‌هیچ وجه خیر. با آرماندو، مجادله‌ها و اختلافاتی داشتیم، زیرا خبر آن ماجرا [جنجال تبلیغاتی] در سراسر جهان پخش شده بود. اما سارلی زیبایی آسمانی دارد. خیلی ساده‌دل است، اما بله، او زن تودل‌برو و جذابی است…»

## برخی کارگردانان این سبک

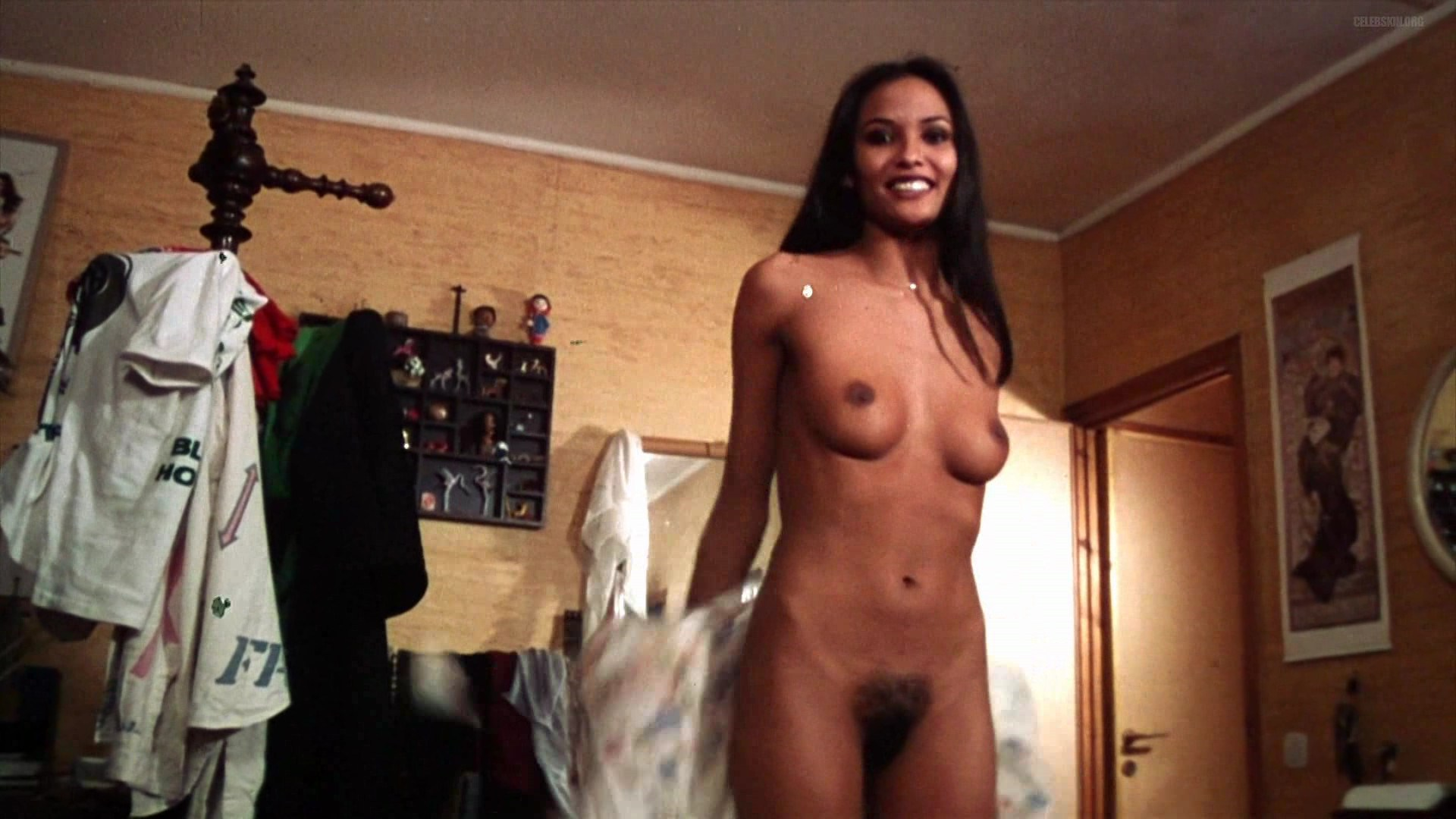
لورا خمسر در صحنه‌ای از فیلم شب‌های پورن در سرتاسر جهان (۱۹۷۷) به کارگردانی جو داماتو و برونو ماتی

جین منسفیلد و تامی نونان در یکی از مشهورترین صحنه‌های فیلم وعده‌ها! وعده‌ها! (۱۹۶۳)

- اندی سیداریس
- اندی میلیگان
- آرماندو بو
- کارل مونسون
- دیوید اف. فریدمن[۵][۱۰]
- دوریس ویشمن[۲۴]
- امیلیو وی‌یرا
- هریسون مارکس
- ژان رولین
- خسوس فرانکو
- جیم وینورسکی
- جوزف دابلیو. سارنو
- جو داماتو
- مایکل فیندلی
- ردلی متزگر[۲۵]
- راس مایر[۲۶]
- استنلی لانگ
- استفانی راثمن
- استیون سی. آپاستلوف
- تینتو براس
- تد وی. میکلس

## کتابشناسی
- Sconce, Jeffrey (2007). Sleaze artists: cinema at the margins of taste, style, and politics. Duke University Press. ISBN 0-8223-3964-1.